# عجیب‌تر از علم
عجیب‌تر از علم (به انگلیسی: Stranger Than Science) کتابی است نوشتهٔ فرانک ادواردز، ترجمهٔ سیروس گنجوی چاپ‌شده در سال ۱۳۷۱ در تهران، انتشارات پیک فرهنگ.

## دربارهٔ کتاب
این کتاب مجموعه‌ای است از رویدادهای واقعی اسرارآمیز که هیچ توجیه علمی برای آنها وجود ندارد. موضوعات این کتاب توسط نویسنده، در مدت ۳۰ سال جمع‌آوری شده‌است.

## برخی از موضوعات
1. راز دیوید لنگ (مردی که جلوی چشم خانواده‌اش ناپدید شد)[۲]
2. خوابی که دنیا را تکان داد
3. کاسپار هاوزر
4. مردی که هیچ گوری او را نمی‌پذیرفت و خودش آن را پیشگویی کرده بود.